# 本門宗
本門宗（ほんもんしゅう）は、日興門流（日蓮の弟子・日興の法脈を受け継ぐ本山末寺）が1876年（明治9年）に結成し、 1941年の日蓮宗、顕本法華宗との三派合同によって発展解消した、法華宗系の宗派。教義的には勝劣派に属した。

## 沿革
- 1876年（明治9年） 富士門流に所属する8本山とその末寺により、日蓮宗興門派として発足。
- 1899年（明治33年）本門宗と改称。
- 1900年（明治34年）大石寺とその末寺が離脱し、日蓮宗富士派として独立、1912年（明治45年)には日蓮正宗と改称。
- 1941年（昭和16年）勝劣派の顕本法華宗、一致派の日蓮宗とともに三派合同を行い、勝劣派、一致派の諸門流の本山末寺からなる日蓮宗に発展解消。本門宗の前管長由比日光師は日蓮宗内部における富士門流の組織興統法縁会の初代会長に就任した。

## 歴代管長
| 代           | 姓・日号         | 在位                                                                                   | 所属       |
| ------------ | ---------------- | -------------------------------------------------------------------------------------- | ---------- |
| （臨時）     | 釈日貫           | 1876年2月23日 -                                                                        | 京都要法寺 |
| 初代         | 釈日貫           | 1876年4月6日 -                                                                         | 京都要法寺 |
| 第2代        | 大井日完         | 1879年5月30日 -                                                                        | 伊豆実成寺 |
| 第3代        | 寺堀日善         | 1880年5月14日 -                                                                        | 下条妙蓮寺 |
| 第4代        | 下山日布         | 1881年5月16日 -                                                                        | 大石寺     |
| 第5代        | 寿日顗           | 1882年4月27日 -                                                                        | 西山本門寺 |
| 第6代        | 富士日霊         | 1883年9月31日 -                                                                        | 小泉久遠寺 |
| 第7代        | 天野日観         | 1884年12月00日 -                                                                       | 北山本門寺 |
| 第8代        | 高橋日恩         | 1885年11月13日 -                                                                       | 西山本門寺 |
| 第9代        | 天野日観         | 1887年4月29日 -                                                                        | 北山本門寺 |
| 第10代       | 富士日勧         | 1884年4月13日 -                                                                        | 保田妙本寺 |
| 第12代       | 富士日霊         | 1888年11月5日 -                                                                        | 小泉久遠寺 |
| 第13代       | 稲葉日穏         | 1889年4月6日 -                                                                         | 下条妙蓮寺 |
| 第14代       | 大井日住         | 1890年4月8日 -                                                                         | 伊豆実成寺 |
| 第15代       | 大石日応         | 1891年4月7日 -                                                                         | 大石寺     |
| 第16代       | 坂本日珠         | 1892年4月7日 -                                                                         | 京都要法寺 |
| 第17代       | 妙高日海         | 1893年4月24日 -                                                                        | 小泉久遠寺 |
| 第18代       | 寿日顗           | 1894年5月1日 -                                                                         | 西山本門寺 |
| 第19代       | 富士日霊         | 1895年8月21日 -                                                                        | 小泉久遠寺 |
| 第20代       | 芦名日善         | 1896年6月10日 -                                                                        | 北山本門寺 |
| 第21代       | 稲葉日穏         | 1896年6月10日 -                                                                        | 下条妙蓮寺 |
| 第22代       | 大井日住         | 1898年4月2日 -                                                                         | 伊豆実成寺 |
| 第23代       | 大井日住         | 1899年4月29日 - ※本来、大石寺（大石日応）の順だが 大石寺分離独立出願中により再任を依頼 | 伊豆実成寺 |
| 第24代       | 妙高日海         | 1900年4月2日-1901年3月31日                                                             | 京都要法寺 |
| 第25代       | 小原日純         | 1901年4月1日- 1902年4月1日                                                             | 小泉久遠寺 |
| 第26代       | 森田日源         | 1902年4月2日-8月12日                                                                   | 西山本門寺 |
| 第27代       | 吉山日明         | 1902年8月13日-1903年4月1日                                                             | 西山本門寺 |
| 第28代       | 泉日仁           | 1903年4月2日-1904年4月1日                                                              | 北山本門寺 |
| 第29代       | 福田日開         | 1904年4月2日-1905年4月1日                                                              | 保田妙本寺 |
| 第30代       | 稲葉日穏         | 1905年4月2日-1906年3月31日                                                             | 下条妙蓮寺 |
| 第31代       | 大井日住         | 1906年4月1日-1907年3月31日                                                             | 伊豆実成寺 |
| 第32代       | 妙高日海         | 1907年4月1日-1908年3月31日                                                             | 京都要法寺 |
| 第33代       | 齋藤日厚         | 1908年4月1日-1909年3月31日                                                             | 北山本門寺 |
| 第34代       | 吉山日明         | 1909年4月1日-1910年3月31日                                                             | 西山本門寺 |
| 第35代       | 齋藤日厚         | 1910年4月1日-9月14日                                                                   | 北山本門寺 |
| 第36代       | 富士日堂         | 1910年9月15日-12月16日                                                                 | 小泉久遠寺 |
| 第37代       | 丹治日梁         | 1910年12月17日-1911年4月12日                                                           | 北山本門寺 |
| 第38代       | 小原日純         | 1911年4月13日-1912年4月23日                                                            | 保田妙本寺 |
| 第39代       | 稲葉日乾         | 1912年4月24日-1913年4月9日                                                             | 下条妙蓮寺 |
| 第40代       | 大井日住         | 1913年4月10日-12月26日                                                                 | 伊豆実成寺 |
| 第41代       | 瀬島日済         | 1913年12月27日-                                                                        | 京都要法寺 |
| 第 代        |                  |                                                                                        |            |
| 第 代        | 富士日堂         | 1915年1月27日ｰ1916年2月14日                                                            | 小泉久遠寺 |
| 第 代        | 吉山日明         | 1916年2月14日ｰ1916年10月21日                                                           | 西山本門寺 |
| 第 代        | 丹治日梁         | 1916年10月21日ｰ1920年10月14日                                                          | 北山本門寺 |
| 第 代        | 丹治日梁         | 1920年10月14日ｰ1922年1月31日（死去）                                                   | 北山本門寺 |
| 管長事務取扱 | 上田日恢         | 1922年2月22日-4月3日                                                                   | 京都要法寺 |
| 第 代        | 瀬島日済         | 1922年4月4日ｰ1924年10月16日（死去）                                                    | 京都要法寺 |
| 管長事務取扱 | 井上日光         | 1924年11月1日ｰ1925年1月5日                                                             | 北山本門寺 |
| 第 代        | 菅日遠           | 1925年1月6日-1927年8月4日                                                              | 伊豆実成寺 |
| 第 代        | 竹部日正         | 1927年8月4日- 1929年8月5日                                                             | 京都要法寺 |
| 第 代        | 稲葉日乾         | 1929年8月6日ｰ1931年9月5日                                                              | 下条妙蓮寺 |
| 管長事務取扱 | 津田眞学（日明） | 1931年9月6日ｰ1932年3月7日                                                              | 北山本門寺 |
| 第 代        | 石井日省         | 1932年3月8日ｰ1933年1月24日                                                             | 西山本門寺 |
| 第 代        | 井上日光         | 1933年1月25日ｰ                                                                         | 北山本門寺 |
| 管長事務取扱 | 阿部文明         | 1935年3月12日ｰ1936年2月19日                                                            | 北山本門寺 |
| 第 代        | 竹部日正         | 1936年2月20日ｰ1938年2月18日                                                            | 京都要法寺 |
| 第 代        | 吉田日顯         | 1938年2月19日ｰ1939年1月7日（死去）                                                     | 保田妙本寺 |
| 管長事務取扱 | 河瀬日裕         | 1939年1月12日ｰ                                                                         | 京都要法寺 |
| 第 代        | 赤池日運         | 1939年3月24日ｰ1941年3月23日                                                            | 下条妙蓮寺 |
| 第 代        | 由比日光         | 1941年3月24日- 1941年4月11日                                                           | 西山本門寺 |

1916年3月29日ｰ「宗制」改正により管長輪番制から公選制へと移行。

## 主要本山
- 富士五山（静岡県内）
  - 北山本門寺
  - 大石寺　
  - 西山本門寺　
  - 下条妙蓮寺
  - 小泉久遠寺
- 興門八本山
  - 富士五山
  - 京都要法寺
  - 保田妙本寺
  - 伊豆実成寺

宗務院は静岡県富士宮市の北山本門寺に設置されていた。

## 本末寺院（明治18年興門清規）

### 第一大教区

#### 東京府
- 上行寺[小本寺]（西山本門寺）※神奈川に移転
- 妙縁寺（上条大石寺）
- 常在寺（上条大石寺）
- 常泉寺[中本寺]（上条大石寺）
  - 本種坊（上条大石寺）※本行坊と統合
  - 本行坊（上条大石寺）※本種坊と統合、後に本行寺になる。
- 妙典寺[小本寺]（下条妙蓮寺）※妙行寺に統合。
- 蓮華寺（北山本門寺）
- 本住寺（北山本門寺）※蓮華寺と統合
- 法輪寺（北山本門寺）

#### 埼玉県
- 妙本寺（上条大石寺）

#### 神奈川県
- 妙遠寺（保田妙本寺）
- 常在寺（北山本門寺）
- 本禅寺（北山本門寺）
- 蓮妙寺（北山本門寺）
- 宗川寺（北山本門寺）

#### 千葉県
- 保田妙本寺[本山]
  - 下之坊（保田妙本寺）※廃坊
  - 西之坊（保田妙本寺）※廃坊
  - 山本坊（保田妙本寺）※廃坊
  - 久圓坊（保田妙本寺）
- 大行寺（保田妙本寺）
- 妙蓮寺（保田妙本寺）
- 妙顕寺（保田妙本寺）
- 遠本寺[小本寺]（保田妙本寺）
- 上行寺（保田妙本寺）※宮崎に移転
- 本乗寺（保田妙本寺）※後に上条大石寺末へ
- 顕徳寺（保田妙本寺）
- 本顕寺（保田妙本寺）※後に上条大石寺末へ
- 本城寺（上条大石寺）
- 福正寺[中本寺]（西山本門寺）
- 真光寺[小本寺]（上条大石寺）
  - 好圓坊（上条大石寺）※福島に移転し、後に大華寺と改称
  - 高林坊（上条大石寺）※廃坊
  - 恵光坊（上条大石寺）※廃坊
  - 妙音坊（上条大石寺）※廃坊

#### 茨城県
- 富久成寺（上条大石寺）
- 本證寺（上条大石寺）

#### 栃木県
- 信行寺（上条大石寺）
- 浄圓寺（上条大石寺）
- 蓮行寺（上条大石寺）

#### 群馬県
- 本應寺（上条大石寺）

#### 山梨県
- 上行院（西山本門寺）
- 本照寺（北山本門寺）
- 本領院（北山本門寺）※廃寺
- 正法寺（北山本門寺）
- 本妙寺（北山本門寺）
- 有明寺（上条大石寺）

#### 静岡県
- 伊豆實成寺[本山]
- 妙泉寺（伊豆實成寺）
- 本成寺（伊豆實成寺）
- 上行院（西山本門寺）
- 光榮寺（西山本門寺）
- 廣宣寺（西山本門寺）
- 蓮正寺（北山本門寺）
- 行蓮寺（伊豆實成寺）
- 蓮慶寺（伊豆實成寺）
- 蓮行寺（北山本門寺）※後に伊豆国分寺と改称
- 上条大石寺[本山]
  - 蓮蔵坊（上条大石寺）
  - 寂日坊（上条大石寺）
  - 理境坊（上条大石寺）
  - 久成坊（上条大石寺）
  - 蓮東坊（上条大石寺）
  - 観行坊（上条大石寺）
  - 了性坊（上条大石寺）
  - 南之坊（上条大石寺）
  - 本住坊（上条大石寺）
  - 百貫坊（上条大石寺）
  - 本境坊（上条大石寺）
  - 浄蓮坊（上条大石寺）
  - 石之坊（上条大石寺）
  - 蓮成坊（上条大石寺）
- 下条妙蓮寺[本山]
  - 本正坊（下条妙蓮寺）※廃坊
  - 蓮光坊（下条妙蓮寺）
  - 心境坊（下条妙蓮寺）
  - 本妙坊（下条妙蓮寺）
  - 蓮蔵坊（下条妙蓮寺）※廃坊
  - 善應坊（下条妙蓮寺）※廃坊
- 法善寺（下条妙蓮寺）
- 妙行寺（下条妙蓮寺）※妙典寺と統合。
- 下之坊（上条大石寺）
- 北山本門寺[本山]
  - 行泉坊（北山本門寺）
  - 養運坊（北山本門寺）
  - 西之坊（北山本門寺）
  - 養仙坊（北山本門寺）
  - 東陽坊（北山本門寺）
  - 蓮行坊（北山本門寺）
- 正林寺（北山本門寺）
- 本妙寺（北山本門寺）
- 西山本門寺[本山]
  - 浄圓坊（西山本門寺）
  - 大詮坊（西山本門寺）
  - 妙圓坊（西山本門寺）
- 本妙寺（西山本門寺）
- 小泉久遠寺[本山]
  - 大乗坊（小泉久遠寺）
- 妙圓寺（小泉久遠寺）
- 代立寺（西山本門寺）
- 代世寺（西山本門寺）
- 宗圓寺（北山本門寺）
- 安立寺（西山本門寺）
- 法華寺（北山本門寺）
- 東光寺（北山本門寺）
- 本光寺（北山本門寺）
- 善能寺（西山本門寺）
- 代通寺（西山本門寺）
- 代信寺（西山本門寺）
- 壽命寺（上条大石寺）
- 妙経寺（上条大石寺）※愛知に移転
- 蓮成寺（上条大石寺）
- 本源寺（北山本門寺）
- 福泉寺（北山本門寺）
- 妙善寺（北山本門寺）
- 本國寺（北山本門寺）
- 妙泉寺（北山本門寺）※後に上条大石寺末へ
- 圓蔵寺（小泉久遠寺）
- 長遠寺（小泉久遠寺）
- 忠正寺（下条妙蓮寺）
- 要行寺（上条大石寺）
- 蓮光寺（下条妙蓮寺）
- 久成寺（北山本門寺）
- 妙典寺（北山本門寺）
- 本能寺（北山本門寺）
- 蓮興寺（上条大石寺）
- 本廣寺（上条大石寺）
- 妙光寺（上条大石寺）※東京に移転
- 妙隆寺（北山本門寺）
- 妙盛寺（上条大石寺）
- 妙音寺（京都要法寺）
- 本行寺（北山本門寺）※廃寺

#### 長野県
- 信盛寺（上条大石寺）

#### 愛知県
- 妙道寺（上条大石寺）
- 興道寺（上条大石寺）

### 第二大教区

#### 岐阜県
- 大雲寺（京都要法寺）
- 本法寺（京都要法寺）
- 正興寺（京都要法寺）

#### 京都府
- 京都要法寺[本山]
  - 惠光院（京都要法寺）※山形に移転
  - 本行院（京都要法寺）
  - 本地院（京都要法寺）
  - 真如院（京都要法寺）
  - 妙種院（京都要法寺）
  - 顕壽院（京都要法寺）※廃坊
  - 實成院（京都要法寺）
  - 法性院（京都要法寺）
  - 信行院（京都要法寺）
- 妙経寺（京都要法寺）※廃寺
- 長圓寺（京都要法寺）※廃寺
- 實報寺（京都要法寺）
- 本経寺（京都要法寺）
- 住本寺[小本寺]（上条大石寺）
- 常徳寺（京都要法寺）
- 長福寺（京都要法寺）
- 妙受寺（京都要法寺）

#### 大阪府
- 蓮興寺[小本寺]（京都要法寺）
- 正福寺（京都要法寺）
- 圓頓寺（京都要法寺）
- 正福寺（京都要法寺）
- 蓮華寺[小本寺]（上条大石寺）
- 源立寺（上条大石寺）
- 壽光寺（西山本門寺）
- 本成寺（京都要法寺）
- 住本寺（京都要法寺）※廃寺
- 本傳寺（上条大石寺）
- 宗仙寺（京都要法寺）※東京に移転
- 本性寺（京都要法寺）
- 上行院（西山本門寺）
- 速成寺（京都要法寺）

#### 兵庫県
- 妙本寺（上条大石寺）

#### 石川県
- 妙喜寺（上条大石寺）

### 第三大教区

#### 和歌山県
- 本覺寺（北山本門寺）

#### 徳島県
- 敬臺寺（上条大石寺）
- 本玄寺（上条大石寺）※岐阜に移転

#### 香川県
- 法華寺[中本寺]（北山本門寺）※本門寺に改名、後に上条大石寺末へ
  - 中之坊（北山本門寺）
  - 西之坊（北山本門寺）
  - 奥之坊（北山本門寺）
  - 泉要坊（北山本門寺）
  - 上之坊（北山本門寺）
  - 西山坊（北山本門寺）
  - 寶光坊（北山本門寺）※廃坊
- 妙行寺（北山本門寺）※後に上条大石寺末へ
- 福成寺（北山本門寺）※後に上条大石寺末へ

#### 広島県
- 長遠寺（京都要法寺）

#### 鳥取県
- 日香寺（上条大石寺）

#### 島根県
- 妙興寺[小本寺]（京都要法寺）
- 菩提寺（京都要法寺）
- 本妙寺[小本寺]（京都要法寺）
- 通圓寺（京都要法寺）
- 薬師寺（京都要法寺）※後に古平田寺に寺名変更
- 東満寺[小本寺]（京都要法寺）
- 為久寺（京都要法寺）
- 多寶寺（京都要法寺）
- 中林寺（京都要法寺）
- 妙蔵寺（京都要法寺）
- 本壽寺（京都要法寺）
- 妙福寺（京都要法寺）
- 延福寺（京都要法寺）
- 妙傳寺[小本寺]（京都要法寺）
- 浄福寺（京都要法寺）
- 妙蓮寺（京都要法寺）
- 本覺寺（京都要法寺）
- 妙雲寺（京都要法寺）
- 慈眼寺（京都要法寺）
- 祐宗寺（京都要法寺）
- 妙仙寺（京都要法寺）
- 妙行寺（京都要法寺）
- 本住寺（京都要法寺）
- 本要寺（京都要法寺）
- 松久寺（京都要法寺）※廃寺
- 光明寺（京都要法寺）
- 法泉寺（京都要法寺）
- 妙吉寺（京都要法寺）※廃寺
- 成蓮寺（京都要法寺）
- 安養寺[小本寺]（京都要法寺）
- 八槙寺（京都要法寺）
- 妙綱寺（京都要法寺）
- 金言寺（京都要法寺）
- 南枝寺（京都要法寺）
- 法蔵寺[小本寺]（京都要法寺）
- 妙経寺（京都要法寺）※廃寺
- 蓮昌寺（京都要法寺）※廃寺
- 妙船寺（京都要法寺）
- 本経寺（京都要法寺）※大田市大森より大田市大国に移転後、廃寺
- 本法寺（京都要法寺）※埼玉に移転、後に北山本門寺末へ
- 妙蓮寺（京都要法寺）

### 第四大教区

#### 熊本県
- 本因寺（西山本門寺）

#### 福岡県
- 霑妙寺（上条大石寺）

#### 宮崎県
- 定善寺（保田妙本寺）※後に上条大石寺末
- 本建寺（保田妙本寺）※後に上条大石寺末
- 本善寺（保田妙本寺）※後に上条大石寺末
- 妙國寺（保田妙本寺）
- 本東寺[小本寺]（保田妙本寺）
- 法蔵寺（保田妙本寺）※後に上条大石寺末
- 本照寺（保田妙本寺）※後に上条大石寺末

### 第五大教区

#### 福島県
- 實成寺[中本寺]（京都要法寺）※後に上条大石寺末へ
- 妙福寺（京都要法寺）※後に上条大石寺末へ
- 願成寺（上条大石寺）
- 満願寺（上条大石寺）
- 本法寺（上条大石寺）
- 佛現寺（京都要法寺）
- 妙蔵寺（京都要法寺）
- 妙泉寺（京都要法寺）
- 東榮寺（京都要法寺）
- 一圓寺[小本寺]（京都要法寺）
- 鶴林寺（京都要法寺）※廃寺
- 蓮昌寺（京都要法寺）
- 本法寺（京都要法寺）
- 蓮浄寺（上条大石寺）
- 法華寺（上条大石寺）

#### 宮城県
- 妙照寺（京都要法寺）※廃寺
- 佛眼寺[小本寺]（京都要法寺）※後に上条大石寺末へ
- 日浄寺（京都要法寺）※後に上条大石寺末へ
- 妙躰寺（上条大石寺）※後に京都要法寺末へ
- 上行寺[小本寺]（上条大石寺）
- 本源寺（上条大石寺）
- 妙教寺（上条大石寺）
- 妙圓寺（上条大石寺）

#### 岩手県
- 感恩寺（上条大石寺）

#### 青森県
- 玄中寺（上条大石寺）

#### 山形県
- 妙圓寺（京都要法寺）
- 妙國寺（京都要法寺）

#### 新潟県
- 本典寺（京都要法寺）
- 本興寺（北山本門寺）
- 世尊寺[小本寺]（北山本門寺）
- 本光寺（北山本門寺）